# Пасхалия

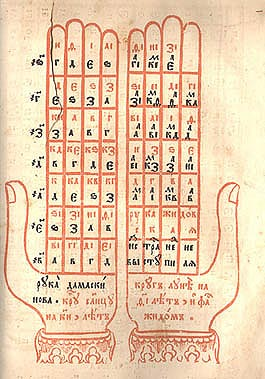
«Рука Иоанна Дамаскина».
Средневековый способ для расчёта пасхалии. Слева: «рука дамаскинова», на ней 28 кругов Солнцу — красные славянские цифры
Старославянская азбука, под каждой из них вруцелето, каждого круга Солнцу — чёрные славянские цифры. Справа: «рука жидовская», на ней 19 кругов Луне — красные славянские цифры, под каждой из них пасхальная граница, каждого круга Луне — чёрные славянские цифры.

Пасха́лия — методика расчёта даты Пасхи.
Методика заключается в моделировании практики времяисчисления древних иудеев с целью определения дня ветхозаветной Пасхи в датах солнечного календаря (юлианского, григорианского или александрийского) и нахождения следующего за этим днём воскресенья как дня христианской Пасхи. Поскольку основной календарной единицей у древних иудеев был синодический (лунный) месяц, моделирование реализуется путём составления расписания лунных месяцев на интервале в несколько лет.
В качестве такого интервала используется т. н. Метонов цикл, в основе которого лежит тот факт, что продолжительность 235 синодических месяцев с приемлемой точностью равна 19 тропическим годам. Таким образом, расписание лунных фаз, составленное для некоторого 19-летия, в точности повторяется в последующих 19-летиях, что позволяет составить таблицу пасхальных дат или сформулировать алгоритм для их вычисления на много лет вперёд.
Правило Пасхалии имеет следующую формулировку: Пасха празднуется в первый воскресный день после первого полнолуния, которое наступает не ранее весеннего равноденствия.
Следует иметь в виду, что под полнолунием и равноденствием понимаются не астрономические явления, а даты, полученные расчётным путём. Под пасхальным полнолунием понимается т. н. «день 14-й Луны» (возраст Луны = 14) из расписания лунных фаз, построенного на основе Метонова цикла. Под весенним равноденствием понимается календарное весеннее равноденствие для северного полушария — 21 марта.
В настоящее время используются две различные пасхалии. Начиная с 1583 года, католическая церковь использует григорианскую пасхалию, принимающую для расчётов день равноденствия 21 марта по григорианскому календарю, в то время как большинство православных церквей придерживаются александрийской пасхалии с 21 марта по юлианскому календарю. Кроме того, в александрийской пасхалии расчётное пасхальное полнолуние происходит в XX—XXI вв. на 4—5 дней позже реального астрономического полнолуния вследствие накопившейся погрешности Метонова цикла.

## История пасхалии и пасхальные споры

### Раннее христианство
К первой четверти II века сложились две традиции празднования христианской Пасхи. Согласно «Церковной Истории» Евсевия Кесарийского, церкви Малой Азии «всегда праздновали Пасху в тот день, когда народ (иудейский) отлагал квасный хлеб», а именно в 14-й день лунного месяца нисана. Остальная часть христианского мира придерживалась обычая всегда праздновать Пасху в воскресенье. При этом общепринятая практика христиан состояла в том, чтобы следовать традиции их еврейских соседей для определения недели праздника Опресноков и праздновать Пасху в воскресенье, которое находилось в пределах этой недели. С течением времени эти две традиции пришли к конфликту, известному как спор между римским епископом Виктором и Поликратом Эфесским.
К концу III столетия иудейская календарная практика, по мнению ряда христианских лидеров, пришла в беспорядок. Главная проблема была в том, что еврейская практика иногда устанавливала 14 нисана до весеннего равноденствия. Это подразумевалось Дионисием, епископом Александрийским середины III столетия, когда он писал, «что Пасху следует праздновать не иначе, как после весеннего равноденствия». Анатолий Лаодикийский отмечал, что «весьма ошибаются те, кто относят к нему [двенадцатому знаку Зодиака] первый месяц и назначают 14-е число его для праздника Пасхи». Пётр Александрийский явно говорит о неприемлемости еврейской практики: «современные же [евреи] совершают её [Пасху] перед равноденствием весьма нерадиво и оплошно, проявляя невежество». Другое возражение против использования еврейской практики, возможно, состояло в том, что еврейский календарь не был унифицирован. Евреи в одном городе могли использовать метод расчёта недели Опресноков, отличный от используемого евреями другого города. Это побудило христианских пасхалистов искать собственные пути определения даты Пасхи, которые были бы свободны от перечисленных недостатков. Но эти попытки приводили к спорам, так как некоторые христиане считали, что общепринятая практика празднования Пасхи в течение недели Опресноков должна быть продолжена, даже если бы еврейские вычисления были ошибочны с христианской точки зрения.

### Никейский собор
Первый Вселенский Собор в Никее в 325 году пришёл к согласию, что христиане должны использовать единый метод для определения даты Пасхи, и что пасхальный месяц надо выбирать так, чтобы Пасха праздновалась после дня весеннего равноденствия. Еврейская календарная практика, при которой пасха время от времени выпадала до дня равноденствия, была признана ошибочной, и следование ей было запрещено.
Однако в то время единая пасхалия ещё не была разработана. Было решено, что для того, чтобы Пасха праздновалась единовременно во всей империи, патриарх Александрии будет определять дату праздника и сообщать её остальным общинам. Сохранились Пасхальные послания Афанасия Великого. Эта традиция прервалась после кончины Афанасия в 373 году, и потребовалось ещё несколько столетий, прежде чем общий метод был принят во всем христианском мире.
Наиболее авторитетным был признан метод, разработанный в Александрии, основанный на расчёте лунных епакт согласно 19-летнему циклу. Такой цикл был впервые предложен Анатолием Лаодикийским около 277 года. Александрийские пасхальные таблицы были составлены епископом Феофилом Александрийским на 380—479 годы и Кириллом Александрийским на 437—531 годы.

### Александрия и Рим
В Риме была разработана собственная пасхалия, отличная от александрийской. Самые ранние известные римские таблицы, основанные на 8-летнем цикле, были составлены в 222 году Ипполитом Римским. В конце III столетия в Риме были введены 84-летние таблицы. Изменённый 84-летний цикл был принят в Риме в течение первой половины IV столетия. Эти старые таблицы использовались в Нортумбрии до 664 года и отдельными монастырями вплоть до 931 года. В 457 году Викторий Аквитанский предпринял попытку адаптировать александрийский метод к римским правилам в виде 532-летней таблицы. Его таблицы использовались в Галлии и Испании, пока они не были заменены таблицами Дионисия Малого в конце VIII столетия.

### Таблицы Дионисия Малого
В первой половине VI века, когда очередные римские пасхальные таблицы подходили к концу, римский аббат Дионисий Малый по поручению Папы Римского Иоанна I составил новые пасхальные таблицы на основе александрийских расчётов, объединив таким образом восточный и западный способы расчёта пасхального дня. Таблицы Дионисия были составлены на 95 лет, но впоследствии были продолжены на период в 532 года, получивший наименование Великого индиктиона. Кроме того, Дионисий перевёл пасхальные таблицы из александрийского календаря в юлианский и предложил эру от Рождества Христова.
На Британских островах таблицы Дионисия и Виктория находились в противоречии со старыми римскими таблицами, основанными на 84-летнем цикле. Ирландский собор Мэг Лен в 631 решил дело в пользу таблиц Дионисия. Собор в Уитби в 664 г. также принял александрийскую пасхалию. В 725 г. Беда Достопочтенный полностью адаптировал пасхалию Дионисия и эру от Рождества Христова. Начиная с VIII века, александрийская пасхалия стала всеобщей и использовалась в Западной Европе вплоть до григорианской календарной реформы.

### Русское средневековье
На территории русских княжеств были восприняты пасхалические традиции Византии. Замечательным памятником пасхалических расчётов в средневековой Руси является трактат средневекового математика, церковного писателя и летописца Кирика Новгородца, написанный около 1136 года. Полное название трактата «Кирика диакона и доместика новгородского Антоньева монастыря учение им же ведати человеку числа всех лет». «Учение о числах» считается древнейшим русским научным — математическим и астрономическим — трактатом, посвящённым проблемам летосчисления. Кирик Новгородец систематизировал известные ему способы подсчёта лет, месяцев, дней и часов, привёл теоретические основы для календарного счёта. Им также даются сведения о соотношении лунного и солнечного календарей. Возможно, трактат являлся «учебником» для интересующихся летосчислением или пособием для составителей пасхальных таблиц.

### Григорианская реформа
В 1582 году Римским Папой Григорием XIII была введена григорианская пасхалия, которая используется Римско-католической Церковью по сей день. Немецкие протестантские государства использовали т. н. «астрономическую пасхалию», основанную на Рудольфинских таблицах Иоганна Кеплера, между 1700 и 1774 годами, в то время как Швеция использовала этот метод с 1739 по 1844 год. Астрономическая Пасха выпадала на одну неделю раньше григорианской Пасхи в 1724, 1744, 1778, 1798, и т. д. Со временем в протестантских странах отказались от этой практики и приняли григорианскую пасхалию.
В 1583 году Григорий XIII направил Константинопольскому патриарху Иеремии II посольство с предложением перейти на григорианский календарь. Константинопольский собор 1583 года отверг предложение как не соответствующее канонам святых Соборов, а последователи григорианской пасхалии, как и последователи григорианского календаря, были преданы анафеме. Это решение было подтверждено несколькими последующими Соборами. С середины XIX века вопрос вновь начал обсуждаться в связи с желанием светских властей перейти на григорианский календарь, однако решение осталось без изменений. Даже православные церкви, перешедшие на григорианский (новоюлианский) календарь, продолжили праздновать Пасху по александрийской Пасхалии. Григорианской пасхалией пользуется только православная церковь Финляндии.
Одним из обстоятельств, препятствующих принятию православными церквами григорианской пасхалии, является то, что григорианская Пасха иногда выпадает на дату раньше дня Пасхи по еврейскому календарю или на тот же самый день, а это в православной церковной традиции рассматривается как нарушение 7-го апостольского правила.

### Современное состояние
В XX веке предпринимались попытки, направленные на восстановление пасхалического единства христианского мира. В 1923 году в Константинополе проходило «Всеправославное» совещание, которое одобрило проект т. н. новоюлианского календаря. Относительно пасхалии совещание приняло определение, отменяющее вычисления по какому-либо циклу, и предписывающее совершать Св. Пасху в первое воскресенье после 1-го полнолуния, следующего за весенним равноденствием, которое определяется астрономически для Иерусалимского меридиана. Наряду с «астрономическим» методом определения даты Пасхи исполнительным комитетом Всемирного совета церквей выдвигалось иное предложение: установить празднование Пасхи в воскресный день, следующий за второй субботой в апреле по григорианскому календарю. Предполагалось, что все эти предложения и результаты обсуждений будут рассмотрены Всеправославным Собором, однако на соборе 2016 года они не обсуждались.

## Календарные и математические основы пасхалии

### Основной алгоритм
В основе пасхалии лежит соотношение между средней продолжительностью тропического года (365,2422 суток) и синодического месяца (29,5305882 суток). Метонов цикл даёт хорошее приближение, предполагая, что длительность 19 тропических лет приблизительно равна 235 синодическим месяцам:
{\displaystyle 19\cdot 365{,}2422=6939{,}6018\approx 235\cdot 29{,}5305882=6939{,}6882.}
На практике используются юлианские годы и месяцы продолжительностью 30 (полный месяц) и 29 (пустой месяц) дней:
{\displaystyle 19\cdot 365{,}25=6939{,}75\approx 125\cdot 30+110\cdot 29=6940.}
На основе соотношений Метонова цикла составляется лунно-солнечный календарь — расписание новолуний на 19 лет. В силу Метонова равенства в последующие 19-летия даты новолуний будут повторяться. Годы такого календаря состоят из 12 или 13 лунных месяцев. Год продолжительностью 12 месяцев называется регулярным, простым или обычным. Год из 13 месяцев называется эмболисмическим. Правило вставки дополнительного 13-го месяца называется правилом интеркаляции. Обычный лунный год состоит из 6 полных месяцев и 6 пустых, и его продолжительность составляет 354 дня, на 11 дней меньше, чем в обычном юлианском году. Если в году N юлианского календаря некоторое новолуние, начало месяца M, пришлось на определённую дату, скажем, 23 марта, то в следующем N+1 году соответствующее новолуние, начало того же месяца M, по датам солнечного календаря произойдёт на 11 дней раньше, 12 марта, в N+2 году опережение новолуния составит уже 22 дня и т. д. Когда опережение новолуния превысит 30 дней, к лунному году следует добавить 13-й месяц.
Таблицы александрийской пасхалии, в том виде в каком они используются в настоящее время, были составлены Кириллом Александрийским на период с 437 по 531 годы н. э. (153—247 годы эры Диоклетиана). Впоследствии Дионисий Малый продолжил эти таблицы на следующие 95 лет, начиная с 532 года н. э., заменив лишь эру Диоклетиана на эру от Рождества Христова. В качестве исходной точки для своих таблиц Кирилл Александрийский выбрал начало эры Диоклетиана, 1 Тота по александрийскому календарю, соответствующее 29 августа юлианского календаря. Первый год эры Диоклетиана соответствовал 284—285 годам от Р. Х. На 28 августа 284 года н. э. выпало новолуние. Спустя 7 лунных месяцев, 23 марта вновь было 1-м днём луны. А пасхальное полнолуние — спустя 13 дней — 5 апреля 285 года н. э.
Алгоритм интеркаляции александрийской пасхалии строится на основе лунной епакты, которая представляет собой возраст луны на определённую дату (не следует путать с епактой, используемой в пасхалистических расчётах Православной церкви, см. ниже). В случае александрийской пасхалии под епактой понимается возраст луны 22 марта. Алгоритм определения пасхального полнолуния (14-й луны) формулируется следующим образом:
1. первый год 19-летнего цикла выбирается так, что епакта на 22 марта равна 0 (nulla epacta)
2. епакта = епакта предыдущего года + 11, если предыдущий год был простым, или
3. епакта = епакта предыдущего года − 19, если эмболисмическим;
4. если епакта ≤ 15, то следующее полнолуние (22 + 14 − епакта) марта является пасхальным полнолунием;
5. если епакта > 15, то к текущему лунному году следует добавить полный месяц (30 дней), сделав год эмболисмическим, и пасхальным полнолунием будет (22 + 30 + 14 − епакта) марта = (35 − епакта) апреля.

Этот алгоритм последовательно применяется ко всем годам 19-летнего цикла.
Результаты расчётов для первого 19-летнего цикла Дионисия Малого представлены в Таблице 1.
- Индикт — номер года в 15-летнем цикле гражданского летоисчисления в Римской империи;
- Круг Луны — номер года в 19-летнем цикле, отсчитываемом от Сотворения Мира (1 марта 5508 года до н. э.);
- Золотое число — номер года в 19-летнем цикле александрийской пасхалии.

| Год от С. М. | Год н. э. | Год эры Диоклетиана | Индикт | Круг Луны | Золотое число | Епакта | 14 Луна | Пасха  |
| 6040         | 532       | 248                 | 10     | 17        | 1             | nulla  | 5-Apr   | 11-Apr |
| 6041         | 533       | 249                 | 11     | 18        | 2             | 11     | 25-Mar  | 27-Mar |
| 6042         | 534       | 250                 | 12     | 19        | 3             | 22     | 13-Apr  | 16-Apr |
| 6043         | 535       | 251                 | 13     | 1         | 4             | 3      | 2-Apr   | 8-Apr  |
| 6044         | 536       | 252                 | 14     | 2         | 5             | 14     | 22-Mar  | 23-Mar |
| 6045         | 537       | 253                 | 15     | 3         | 6             | 25     | 10-Apr  | 12-Apr |
| 6046         | 538       | 254                 | 1      | 4         | 7             | 6      | 30-Mar  | 4-Apr  |
| 6047         | 539       | 255                 | 2      | 5         | 8             | 17     | 18-Apr  | 24-Apr |
| 6048         | 540       | 256                 | 3      | 6         | 9             | 28     | 7-Apr   | 8-Apr  |
| 6049         | 541       | 257                 | 4      | 7         | 10            | 9      | 27-Mar  | 31-Mar |
| 6050         | 542       | 258                 | 5      | 8         | 11            | 20     | 15-Apr  | 20-Apr |
| 6051         | 543       | 259                 | 6      | 9         | 12            | 1      | 4-Apr   | 5-Apr  |
| 6052         | 544       | 260                 | 7      | 10        | 13            | 12     | 24-Mar  | 27-Mar |
| 6053         | 545       | 261                 | 8      | 11        | 14            | 23     | 12-Apr  | 16-Apr |
| 6054         | 546       | 262                 | 9      | 12        | 15            | 4      | 1-Apr   | 8-Apr  |
| 6055         | 547       | 263                 | 10     | 13        | 16            | 15     | 21-Mar  | 24-Mar |
| 6056         | 548       | 264                 | 11     | 14        | 17            | 26     | 9-Apr   | 12-Apr |
| 6057         | 549       | 265                 | 12     | 15        | 18            | 7      | 29-Mar  | 4-Apr  |
| 6058         | 550       | 266                 | 13     | 16        | 19            | 18     | 17-Apr  | 24-Apr |

### Цикл Каллиппа
В Таблице 2 приведено полное расписание новолуний для 19-летнего цикла. Под епактой здесь понимается возраст Луны на 1 января. «Вставочная лунация» — дополнительный, 13-й лунный месяц, который добавляется для уравнивания лунных лет с солнечными.
Особенность таблицы состоит в том, что последний полный месяц последнего в цикле эмболисмического года начинается 25.XII, а первый месяц следующего 19-летия начинается 23.I, что даёт продолжительность последнего лунного года 383 дня, а не 384, как обычно. Эта часть александрийского алгоритма получила название «скачка Луны». Если просуммировать продолжительности 19 лунных лет (последняя колонка), то мы получим 6935 дней, в то время как продолжительность 19 юлианских лет = 6939 или 6940 дней (в зависимости от того, сколько високосных лет выпадет на данное 19-летие). Однако продолжительности месяцев, начинающихся в феврале, рассчитаны в предположении, что в феврале всегда 28 дней, что, очевидно, неверно, так как не учитывает високосные годы. В 19-летнем цикле может быть 4 или 5 високосных лет. Если расширить таблицу до 76 = 19 × 4 лет, то количество неучтённых дней будет всегда 19. Следовательно, в 76-летнем цикле лунных месяцев 6935 × 4 + 19 = 27759 дней, что в точности равно 365,25 × 76 = 27759, продолжительности 76 юлианских лет.
Таким образом, несмотря на то, что таблица александрийской пасхалии составлена на 19 лет, на основе Метонова цикла, в действительности она реализует более точный цикл Каллиппа, утверждающий, что продолжительность 76 юлианских лет равна продолжительности 499 полных и 441 пустых лунных месяцев.
Однако если от расчётных полных и пустых лунных месяцев перейти к реальным синодическим месяцам, то мы увидим, что и цикл Каллиппа не идеален и имеет погрешность: 76 × 365,25 − 940 × 29,5305882 = 0,247092 суток, что даёт приблизительно 1 сутки за 308 лет. Это значит, что со времён введения александрийской пасхалии отставание расчётных пасхальных полнолуний от реальных накапливалось и составляет к нашему времени в среднем около 4—5 суток.
| епакты | золотые числа | январь | февраль | вставочная лунация | март | апрель | май  | июнь  | июль   | август | сентябрь | октябрь | ноябрь | декабрь | число дней лунных годов |
| 8      | 1             | 23     | 21      |                    | 23   | 21     | 21   | 19    | 19     | 17     | 16       | 15      | 14     | 13      | 354                     |
| 19     | 2             | 12     | 10      |                    | 12   | 10     | 10   | 8     | 8      | 6      | 5        | 4       | 3      | 2       | 354                     |
| 30     | 3             | 1      | 30.I    | 1.III              | 31   | 29     | 29   | 27    | 27     | 25     | 24       | 23      | 22     | 21      | 384                     |
| 11     | 4             | 20     | 18      |                    | 20   | 18     | 18   | 16    | 16     | 14     | 13       | 12      | 11     | 10      | 354                     |
| 22     | 5             | 9      | 7       |                    | 9    | 7      | 7    | 5     | 5      | 3      | 2        | 2       | 31.X   | 30.XI   | 354                     |
| 3      | 6             | 29.XII | 28.I    | 26.II              | 28   | 26     | 26   | 24    | 24     | 22     | 21       | 20      | 19     | 18      | 384                     |
| 14     | 7             | 17     | 15      |                    | 17   | 15     | 15   | 13    | 13     | 11     | 10       | 9       | 8      | 7       | 354                     |
| 25     | 8             | 6      | 4       | 6.III              | 5.IV | 4.V    | 3.VI | 2.VII | 1.VIII | 30     | 29       | 28      | 27     | 26      | 384                     |
| 6      | 9             | 25     | 23      |                    | 25   | 23     | 23   | 21    | 21     | 19     | 18       | 17      | 16     | 15      | 354                     |
| 17     | 10            | 14     | 12      |                    | 14   | 12     | 12   | 10    | 10     | 8      | 7        | 6       | 5      | 4       | 354                     |
| 28     | 11            | 3      | 1       | 3.III              | 2.IV | 1.V    | 31   | 29    | 29     | 27     | 26       | 25      | 24     | 23      | 384                     |
| 9      | 12            | 22     | 20      |                    | 22   | 20     | 20   | 18    | 18     | 16     | 15       | 14      | 13     | 12      | 354                     |
| 20     | 13            | 11     | 9       |                    | 11   | 9      | 9    | 7     | 7      | 5      | 4        | 3       | 2      | 1       | 354                     |
| 1      | 14            | 31.XII | 30.I    | 28.II              | 30   | 28     | 28   | 26    | 26     | 24     | 23       | 22      | 21     | 20      | 384                     |
| 12     | 15            | 19     | 17      |                    | 19   | 17     | 17   | 15    | 15     | 13     | 12       | 11      | 10     | 9       | 354                     |
| 23     | 16            | 8      | 6       |                    | 8    | 6      | 6    | 4     | 4      | 2      | 1        | 1.X     | 30.X   | 29.XI   | 354                     |
| 4      | 17            | 28.XII | 27.I    | 25.II              | 27   | 25     | 25   | 23    | 23     | 21     | 20       | 19      | 18     | 17      | 384                     |
| 15     | 18            | 16     | 14      |                    | 16   | 14     | 14   | 12    | 12     | 10     | 9        | 8       | 7      | 6       | 354                     |
| 26     | 19            | 5      | 3       | 5.III              | 4.IV | 3.V    | 2.VI | 1.VII | 31     | 29     | 28       | 27      | 26     | 25      | 383                     |

### Александрийский и сирийский циклы
Из таблиц 1 и 2 видно, что эмболисмическими являются годы 19-летнего цикла с номерами 3, 6, 8, 11, 14, 17 и 19. Цикл с таким распределением эмболисмических годов получил название александрийского. Однако это не единственный способ формирования расписания новолуний. Видный русский пасхалист и историк Церкви В. В. Болотов полагал, что евреи, жившие в Сирии, начиная с I века, пользовались для вычисления Пасхи сирийским лунным циклом, отличным от александрийского. На этом основании Болотов пришёл к выводу, что пасхалии сирийских и александрийских христиан были различны. В Сирии, Киликии и Месопотамии использовался лунно-солнечный календарь, в основе которого также лежал 19-летний цикл с таким же распределением (3, 6, 8, 11, 14, 17, 19) эмболисмических годов, но смещённый относительно александрийского цикла на три года: его первый год соответствовал четвёртому году в александрийском цикле. Этот цикл получил название сирийского. Соотношение этих двух циклов показано в таблице 3, где цветом выделены эмболисмические годы.
| Александрийский цикл | 1  | 2  | 3  | 4 | 5 | 6 | 7 | 8 | 9 | 10 | 11 | 12 | 13 | 14 | 15 | 16 | 17 | 18 | 19 |
| Сирийский цикл       | 17 | 18 | 19 | 1 | 2 | 3 | 4 | 5 | 6 | 7  | 8  | 9  | 10 | 11 | 12 | 13 | 14 | 15 | 16 |
|                      |    |    |    |   |   |   |   | 5 |   |    |    |    |    |    |    |    |    |    | 16 |

Сирийский календарь усвоили и евреи, оказавшиеся на территории Сирии. Самые важные месяцы и у евреев, и у сирийцев назывались одинаково. Номер года в цикле легко вычислялся по иудейской эре от сотворения мира (3761 год до н. э.):
n = (Y − 1) mod 19 + 1,
где: n — номер года в 19-летнем цикле,
Y — номер года по иудейской эре от сотворения мира: Y = y + 3760, где y — номер года н. э.
Например, для 288 года н. э. имеем: 288 + 3760 = 4048; 4047 mod 19 + 1 = 1, что соответствует 4 году александрийского цикла.
Из таблицы 3 видно, что 5-й и 16-годы сирийского цикла являются простыми, в то время как соответствующие им 8-й и 19-й годы александрийского цикла — эмболисмические. В эти годы пасхальное полнолуние, вычисленное по сирийскому циклу, выпадало до равноденствия, 19 и 18 марта соответственно, на месяц раньше полнолуния по александрийскому циклу. Вследствие этого христиане восточных территорий (Сирии, Киликии и Месопотамии) два раза в 19-летие праздновали Пасху до равноденствия и, хотя и в воскресный день непосредственно после Пасхи иудейской, но в один месяц с иудеями. В литературе они получили название протопасхитов.

### Григорианская пасхалия
В основе григорианской пасхалии лежит всё тот же метод последовательного вычисления епакт и пасхальных полнолуний. При этом на епакты вводятся две поправки. Одна из них называется «солнечным уравнением» и происходит от выбрасывания трёх високосных дней в течение 400 лет и потому каждый раз уменьшает епакту (число дней, протекших от новолуния) на единицу. Вторая носит название «лунного уравнения» и имеет целью исправлять невязку 19 юлианских лет с 235 синодическими месяцами Луны. Эта невязка составляет приблизительно 1 сутки за 310 лет. Она компенсируется увеличением епакты на единицу восемь раз в 2500 лет. Обе эти поправки придаются к епактам в годы, которыми заканчиваются столетия, но первая прилагается в годы, число столетий которых не делится нацело на 4, а вторая прилагается каждые 300 лет, начиная с 1800 года, за исключением интервала в 400 лет, между 3900 и 4300 годами, когда начнётся новый цикл. Таким образом, в 1700 г., когда в первый раз пришлось исправить по солнечному уравнению, григорианские епакты уменьшились на единицу; в 1800 г. приложены обе поправки и епакты не изменились; в 1900 г. снова епакты уменьшились на единицу, в 2000 г. не была приложена ни одна поправка, и затем епакты останутся без изменения до 2200 г., так как в 2100 г. будут приложены обе поправки и компенсируют друг друга.

### Основные термины Православной церкви для вычисления пасхалии
Круг Луне — номер года в 19-летнем цикле (периоде) Луны.
Поскольку первый год от сотворения Мира (от Адама) считается первым кругом Луне, то круг Луне — это остаток от деления года от сотворения Мира (5508 год + текущий год н. э.) на 19. Если деление без остатка, то круг Луне = 19.
Круг Солнцу — номер года в 28-летнем цикле (периоде) Солнца.
Поскольку первый год от сотворения Мира считается первым кругом Солнцу, то круг Солнцу — это остаток от деления года от сотворения Мира (5508 год + текущий год н. э.) на 28. Если деление без остатка, то круг Солнцу полагается равным 28 вместо 0.
Основание — число, показывающее возраст луны в начале года.
Вычисляется для Круга Луне следующим образом:
К кругу Луне прибавляется 3, сумма умножается на 11, затем делится на 30, полученный остаток является основанием для кругов Луне с 1 по 16. Для кругов Луне с 17 по 19 остаток следует увеличить на единицу.
Епакта — число, дополнение соответствующего ей основания до 21, если основание меньше 21. Если основание больше 21, то епакта — дополнение соответствующего ей основания до 51. Не следует путать с епактой, используемой в таблицах Дионисия Малого.
Вруцелето года — то число марта, которое в марте будет первым воскресеньем.
Вычисляется целочисленным делением круга Солнцу на 4, частное прибавляется к кругу Солнцу и делится на 7, остаток — это вруцелето года. Если деление без остатка, то вруцелето года полагается равным 7 (то есть первое воскресенье в марте будет 7-го числа).
Индикт  — число от 1 до 15, остаток, получаемый при делении года от сотворения мира на 15.
Ключ границ — одна из 35 букв славянской азбуки(кириллицы): А, Б, В, Г, Д, Е, Ж, Ѕ, З, И, I, К, Л, М, Н, О, П, Р, С, Т, У, Ф, Х, Ѿ, Ц, Ч, Ш, Щ, Ъ, Ы, Ь, Ѣ, Ю, Ѫ, Ѧ, соответствующая числу от 22 марта до 25 апреля по юлианскому календарю или дню Пасхи в данном году (А — 22 марта, Б — 23 марта и т. д.).
Великий индиктион или пасхальный круг — период в 532 года, получаемый при умножении цикла Луны на цикл Солнца (19 × 28).
Пасхальная граница — самый ранний день в марте или апреле для данного круга Луне, после которого бывает Пасха.
Вычисляется следующим образом:

Число = 47 − основание,

если это число больше 21, но меньше 32, то это число есть число марта и есть пасхальная граница;

если это число больше 31, то из него надо вычесть 31 и получится число апреля — пасхальная граница;

если это число меньше 21, то надо вычесть 1 и получится число апреля — пасхальная граница.

Фрагмент Таблицы Пасхалии
«От сотворения всея твари и первозданного человека Адама, обращение индиктиона, пяти сот тридесяти двою лет четвёртое надесять» годы: 7387—7401 от Адама (от сотворения Мира) или 1879—1893 от Рождества Христа

Зная пасхальную границу для данного года и вруцелето для него, можно точно определить Пасху. Пасха будет либо в сам день, определённый с помощью пасхальной границы, либо в один из следующих за ним 6 дней.
Зрячая пасхалия — раздел Типикона, где для каждого ключа границ или для каждого из 35 дней расписаны следующие даты и события по отношению к Пасхе (для неподвижных праздников) или по отношению к юлианскому календарю (для подвижных праздников): день недели Рождества Христова, период мясоястия, начало Постной Триоди, неделя мясопустная, неделя сыропустная, вруцелето, память муч. Евдокии, память 40 Севастийских мучеников, память Алексея человека Божьего, Благовещение, Пасха, память Георгия Победоносца, память Иоанна Богослова, Пятидесятница, Петров мясопуст, продолжительность Петрова Поста и столпы Евангелия.

### Табличные методы
В Православной Церкви пользуются специальными таблицами, которые помещены в книге «Богослужебный Устав» или «Типикон». Последняя 60-я глава Типикона посвящена пасхалии. Она состоит из нескольких подразделов и включает в себя таблицу пасхалии на 532 года, то есть на весь великий индиктион, под названием «От сотворения всея твари, и первозданного человека Адама, обращение индиктиона, пяти сот тридесяти двою лет».
Следующий раздел Типикона — это «Пасхалия зрячая по ключевым словам». И, наконец, последняя часть Типикона — «Лунное течение». В этом подразделе для каждого из девятнадцати кругов Луне помещены дни и часы новолуний (рождение) и полнолуний (ущерб), начиная с марта и заканчивая февралём.

### Алгоритмические методы
Алгоритмы расчёта дат Пасхи по александрийской и по григорианской пасхалии были предложены великим немецким математиком Карлом Фридрихом Гауссом в 1800 году. Ниже приводится алгоритм Гаусса для александрийской пасхалии. Для григорианской пасхалии дан оригинальный алгоритм Лилия-Клавия.

#### Вычисление даты Пасхи в православии
Дата Пасхи рассчитывается по александрийской пасхалии. Для заданного года определяется пасхальное полнолуние:
Полнолуние(Y) = 21 марта + (19×(Y mod 19) + 15) mod 30,
где Y — номер года н. э., m mod n — остаток от деления нацело m на n.
Если значение Полнолуние(Y) ≤ 31, то дата полнолуния будет в марте;
Если значение Полнолуние(Y) > 31, то следует вычесть 31 день, и получится дата в апреле.
Немецкий математик Карл Фридрих Гаусс в XVIII веке предложил следующий алгоритм вычисления даты Пасхи:
```
  
a
 = (
19
·(
Y
 mod 
19
) + 
15
) mod
 30
, 
```

например, 2007 mod 19 = 12,
а = (19·12 + 15) mod 30 = 3,
Полнолуние(2007) = 21 марта + 3 = 24 марта
```
  
b
 = (
2
·(
Y
 mod 
4
) + 
4
·(
Y
 mod 
7
) + 
6
·
a
 + 
6
) mod
 7, 
```

например, 2007 mod 4 = 3,
2007 mod 7 = 5,
итак для 2007 года b = 1
```
  ЕСЛИ 
(a + b) > 9
, ТО Пасха будет 
(a + b − 9) апреля ст. стиля
,
  ИНАЧЕ 
 
 
 
 
 
 
 
 
 
 
 
 
 
 
 
 
 
 
 
 
 
 
 
 
 
 
 
(22 + a + b) марта ст. стиля
.
```

Получаем 22 + 3 + 1 = 26 марта (ст. ст) или 26 марта + 13 = 8 апреля (н. ст.)
Дата Пасхи может попадать в период от 22 марта до 25 апреля по ст. стилю. (В XX—XXI веках это соответствует периоду с 4 апреля по 8 мая по н. стилю). Если Пасха совпадает с праздником Благовещения (7 апреля), то она называется Кириопасха (Господня Пасха).

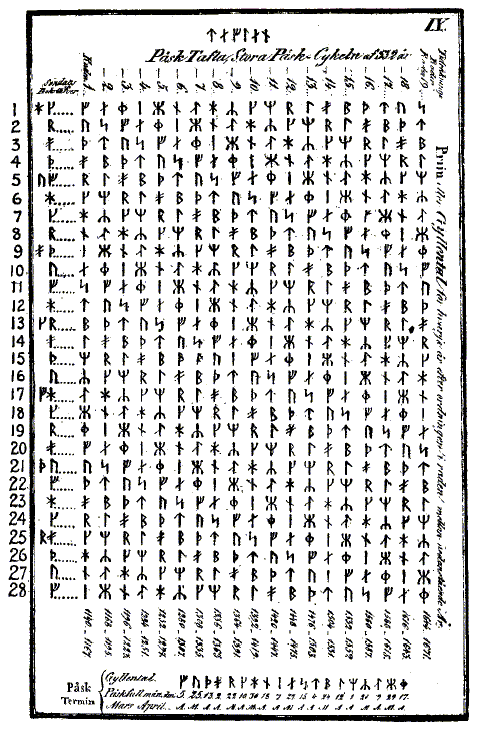
Таблица из Швеции для вычисления даты Пасхи в 1140—1671 гг. по юлианскому календарю. Каждая руна соответствует определённому номеру недели, на которую будет приходиться праздник.

#### Вычисление даты Пасхи в католицизме
Дата Пасхи рассчитывается по григорианской пасхалии. В XVI веке Римско-католическая Церковь провела календарную реформу, целью которой было привести рассчитываемую дату Пасхи в соответствие с наблюдаемыми небесными явлениями, поскольку к этому времени старая александрийская пасхалия уже давала даты полнолуний и равноденствий, не соответствующие реальному положению светил. Новая пасхалия была составлена итальянским астрономом Алоизием Лилием и немецким математиком Кристофером Клавием.
Дату Пасхи можно рассчитать по следующему алгоритму Лилия — Клавия, авторов григорианской пасхалии:
1. G = (Y mod 19) + 1 (G — так называемое «золотое число в Метоновом» цикле — 19-летнем цикле полнолуний)
2. C = Y/100 + 1 (если Y не кратен 100, то С — номер века)
3. X = 3C/4 − 12 (поправка на изъятие трёх из четырёх високосных вековых лет, «солнечное уравнение»)
4. Z = (8C + 5)/25 − 5 (поправка цикла Каллиппа, «лунное уравнение»)
5. D = 5Y/4 − X − 10 (в марте день — D mod 7 будет воскресенье)
6. E = [(11G + 20 + Z − X) mod 30 + 30] mod 30 (епакта — указывает на день наступления полнолуния)
7. ЕСЛИ (E = 24) ИЛИ (E = 25 И G > 11), ТО увеличить E на 1
8. N = 44 − E (N-е марта — день календарного полнолуния)
9. ЕСЛИ N < 21, ТО увеличить N на 30
10. N = N + 7 − (D + N) mod 7
11. ЕСЛИ N > 31, ТО дата Пасхи (N − 31) апреля, ИНАЧЕ дата Пасхи N марта

#### Другие алгоритмы расчёта даты Пасхи
Существует множество других алгоритмов александрийской и григорианской пасхалий.

#### Алгоритм вычисления датыПесах
Следующий алгоритм вычисления дня еврейской Пасхи (15 числа месяца нисана) в Юлианском году был также предложен знаменитым математиком Карлом Гауссом. Воспроизводится по Энциклопедическому словарю Брокгауза и Ефрона.
Пусть В есть число года христианского летоисчисления, то есть В = А − 3760,
где А число года еврейского летоисчисления.
a = (12В + 12) mod 19;
b = В mod 4.
Составим величину:
М + m = 20,0955877 + 1,5542418а + 0,25b − 0,003177794B,
где М целое число, а m правильная дробь.
Наконец, найдём:
c = (М + 3В + 5b + 1) mod 7
Тогда:
1. если с = 2 или 4, или 6, то еврейская Пасха празднуется М + 1 марта (или, что то же, М − 30 апреля) старого стиля;
2. если с = 1, притом a > 6 и m > 0,63287037, то Пасха будет иметь место М + 2 марта;
3. если с = 0, a > 11 и m > 0,89772376, то день Пасхи будет M + 1 марта;
4. во всех остальных случаях Пасха празднуется М марта.

Во всех случаях, если результат M, M+1 или M+2 больше 31, из него следует вычесть 31 и получить число апреля.
Все изменения в еврейском календаре происходят в первой половине года, от тишри до нисана, и поэтому число дней, протекающих от Пасхи до нового года, всегда равно 163, и безразлично, вычислять день Пасхи или 1 тишри следующего года. Вследствие сказанного выше, 1 тишри следующего года наступит Р + 10 августа или Р − 21 сентября, где Р день Пасхи в марте.
Еврейский календарь весьма точен относительно лунного течения. За промежуток времени между двумя новолуниями принято 29 дней 12 часов 44 минуты 3 секунды, что представляет Гиппархово определение синодического месяца Луны. Однако следует помнить, что по правилам еврейского календаря 15 нисана не может выпадать на понедельник, среду и пятницу. По этой причине 15 нисана не всегда соответствует возрасту Луны 15.

## Соотношение дат Пасхи в Православной и Католической церквах
Расхождение между датами православной и католической Пасхи вызвано различием в дате церковных полнолуний и разницей между солнечными календарями. В XX и XXI веках церковные полнолуния по александрийской пасхалии отстают от григорианских на 4—5 дней. День весеннего равноденствия — 21 марта по юлианскому календарю — соответствует 3 апреля по григорианскому календарю.
Если церковное полнолуние выпадает на интервал от 21 марта по 28 марта н. ст., то это полнолуние является пасхальным по григорианской пасхалии и Пасха празднуется в ближайшее воскресенье. Соответствующее ему александрийское полнолуние, выпадающее до 3 апреля н. ст. (21 марта ст. ст.), пасхальным считаться не может, и в качестве пасхального выбирается «полнолуние» 30 днями позже, между 24 апреля и 1 мая н. ст. В этом случае разница между датами григорианской и юлианской Пасхи составит 4—5 недель, в зависимости от того, на какой день недели выпадет полнолуние.
Если григорианское пасхальное полнолуние выпадет после 29 марта, то александрийское полнолуние произойдёт позже 3 апреля или в этот день и также будет пасхальным. В этом случае если григорианское полнолуние выпадет на воскресенье или понедельник, то католическая и православная Пасхи совпадут. Если полнолуние случится в среду, четверг, пятницу или субботу, то православная Пасха будет праздноваться неделей позже католической. Если полнолуние во вторник, то может реализоваться любой из этих вариантов, в зависимости от того, на 4 или 5 дней александрийское полнолуние отстаёт от григорианского в этом случае.
Если же полнолуние произойдёт 29 марта, то может реализоваться любой из вышеперечисленных вариантов. Так, в 1907 году разница между Пасхами была 5 недель, в 1926 — 4 недели, в 1972 — 1 неделя.
Григорианская Пасха приблизительно в 30 % случаев совпадает с юлианской, в 45 % случаев опережает её на одну неделю, в 5 % — на 4 недели, в 20 % — на 5 недель. Разницы в 2 и в 3 недели не бывает.

### Астрономическая пасха
Астрономическая пасха — это воскресный день в марте или апреле, который в точности соответствует определению «первое воскресение после первого весеннего полнолуния». Несмотря на то, что вычисления григорианской пасхалии имеют достаточно высокую точность, их результаты могут несколько расходиться с реальными астрономическими событиями в силу того, что понятия равноденствия и лунного месяца являются в известном смысле условными. Так, реальное равноденствие может наступать 19, 20 и 21 марта, в то время как в пасхалию заложена дата 21 марта. Продолжительность лунного месяца 29,5305882 суток есть величина средняя, и реальные новолуния и полнолуния могут наступать с отклонением в несколько часов от расчётного момента. Например, в 2019 году равноденствие произошло 20 марта в 21 час 58 минут UTC, а полнолуние наступило 21 марта в 1 час 43 минуты UTC, в то время как расчётное полнолуние выпало на 20 марта и по этой причине пасхальным считаться не могло.
Этим методом определения даты Пасхи пользовались в XVIII—XIX веках протестанты в Германии и в Швеции. Также этот метод рассматривался как вариант унификации пасхалии на Константинопольском совещании православных церквей 1923 г.

### Даты пасхи в сравнении
| Год  | Весеннее полнолуние | Астрономическая пасха | Католическая Пасха | Православная Пасха | Песах     |
| 2012 | 6 апреля            | 8 апреля              | 8 апреля           | 15 апреля          | 7 апреля  |
| 2013 | 27 марта            | 31 марта              | 31 марта           | 5 мая              | 26 марта  |
| 2014 | 15 апреля           | 20 апреля             | 20 апреля          | 20 апреля          | 15 апреля |
| 2015 | 4 апреля            | 5 апреля              | 5 апреля           | 12 апреля          | 4 апреля  |
| 2016 | 23 марта            | 27 марта              | 27 марта           | 1 мая              | 23 апреля |
| 2017 | 11 апреля           | 16 апреля             | 16 апреля          | 16 апреля          | 11 апреля |
| 2018 | 31 марта            | 1 апреля              | 1 апреля           | 8 апреля           | 31 марта  |
| 2019 | 21 марта            | 24 марта              | 21 апреля          | 28 апреля          | 20 апреля |
| 2020 | 8 апреля            | 12 апреля             | 12 апреля          | 19 апреля          | 9 апреля  |
| 2021 | 28 марта            | 4 апреля              | 4 апреля           | 2 мая              | 28 марта  |
| 2022 | 16 апреля           | 17 апреля             | 17 апреля          | 24 апреля          | 16 апреля |
| 2023 | 6 апреля            | 9 апреля              | 9 апреля           | 16 апреля          | 6 апреля  |
| 2024 | 25 марта            | 31 марта              | 31 марта           | 5 мая              | 23 апреля |
| 2025 | 13 апреля           | 20 апреля             | 20 апреля          | 20 апреля          | 13 апреля |
| 2026 | 2 апреля            | 5 апреля              | 5 апреля           | 12 апреля          | 2 апреля  |
| 2027 | 22 марта            | 28 марта              | 28 марта           | 2 мая              | 22 апреля |
| 2028 | 9 апреля            | 16 апреля             | 16 апреля          | 16 апреля          | 11 апреля |
| 2029 | 30 марта            | 1 апреля              | 1 апреля           | 8 апреля           | 31 марта  |
| 2030 | 18 апреля           | 21 апреля             | 21 апреля          | 28 апреля          | 18 апреля |
| 2031 | 7 апреля            | 13 апреля             | 13 апреля          | 13 апреля          | 8 апреля  |
| 2032 | 27 марта            | 28 марта              | 28 марта           | 2 мая              | 27 марта  |
| 2033 | 14 апреля           | 17 апреля             | 17 апреля          | 24 апреля          | 14 апреля |